# 제인 시모어 (1893년)
제인 세이모어(Jane Seymour, 1893년 3월 24일 ~ 1956년 1월 30일)는 미국의 배우, 텔레비전 배우, 영화배우이다. 톰, 딕 앤 해리(Tom, Dick and Harry, 1941)에서 엄마 역을 포함한 영화 및 여러 TV 시리즈에서의 연기와 역할로 유명한 캐나다계 미국인 영화 및 TV 배우였다.
해밀턴에서 태어났다.